# Чорна
Чорна (мађ. Csorna) град је у Мађарској. Чорна је један од важнијих градова у оквиру жупаније Ђер-Мошон-Шопрон.
Чорна је имала 10.708 становника према подацима из 2009. године.

## Географија
Град Чорна се налази у северозападном делу Мађарске. Од престонице Будимпеште град је удаљен око 150 km западно. Град се налази у северозападном делу Панонске низије, близу леве обале реке Рабе. Надморска висина града је око 120 m.

## Становништво
По процени из 2017. у граду је живело 10.335 становника.
| 1990.  | 2001.  | 2011.  | 2017.  |
| ------ | ------ | ------ | ------ |
| 12.470 | 10.834 | 10.558 | 10.335 |

## Партнерски градови
- Хеумен
- Зинцинг
- Општина Лунка де Сус

## Галерија
- Чорна - градско језгро
- Римокатолички манастир у Чорној
- Биста у средишту Чорне